# Номерні знаки Непалу
Код Непалу для міжнародного руху ТЗ — (NEP).

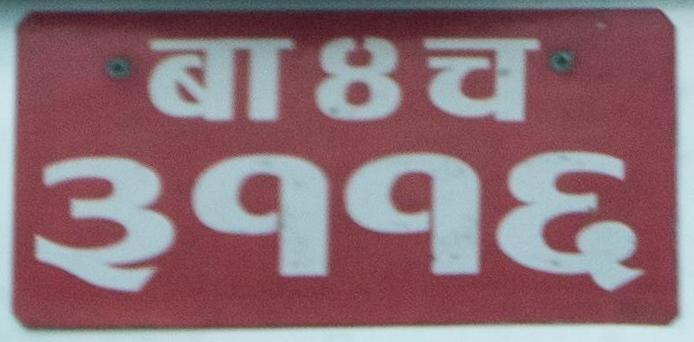
Дворядковий НЗ приватних некомерційних ТЗ(Ba4Ch 3116)

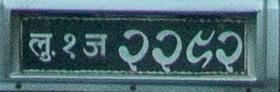
Однорядковий НЗ приватних комерційних ТЗ (Lu2Ja 2252)

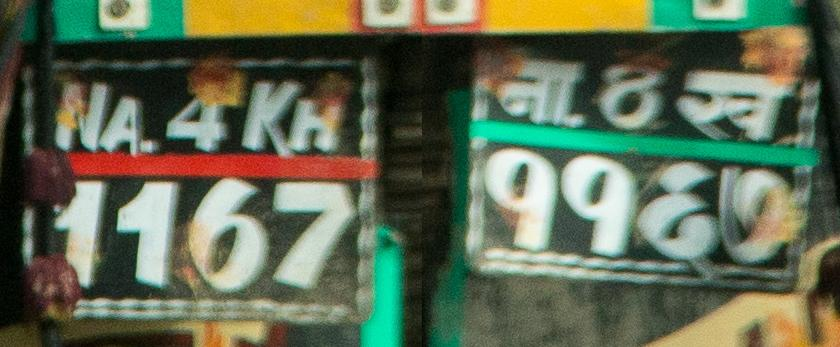
Дубльовані дворядкові НЗ приватних комерційних ТЗ

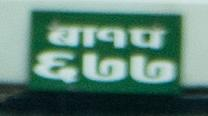
Дворядковий НЗ туристичного ТЗ (Ba1Ya 677)

Номерні знаки Непалу побудовано у схожий з індійськийм принцип і виконано символами мови Деванагарі або Латинкою з видачею додаткового дублюючого номерного знаку. Формат розташування символів має вигляд A1B 2345, де A — код регіону реєстрації, 1 — серія (одна, дві цифри), В — код типу ТЗ, 2345 — номер (від однієї до чотирьох цифр).

### Регіональне кодування
Кодування здійснюється по 14 регіонах.
| Латинка | Деванагарі | Регіон             |
| ------- | ---------- | ------------------ |
| BA      | बा          | Багматі (Катманду) |
| BH      | भे          | Бгері              |
| DH      | ध          | Дхаулагірі         |
| GA      | ग          | Ґондакі            |
| JA      | ज          | Дзанакпур          |
| KA      | क          | Корналі            |
| KO      | को          | Косі               |
| LU      | लु          | Люмбіні            |
| MA      | म          | Маакалі            |
| ME      | मे          | Меці               |
| NA      | ना          | Нарайні            |
| RA      | रा          | Рапті              |
| SA      | स          | Согармата          |
| SE      | से          | Сеті               |

### Кодування за типомТЗ
| Латинка | Деванагарі | Категорія ТЗ                                                                         |
| ------- | ---------- | ------------------------------------------------------------------------------------ |
| PA      | प          | приватні некомерційні мотоцикли                                                      |
| CH      | च          | приватні некомерційні ТЗ вантажопідйомністю до 4т та пасажировмісністю до 14осіб     |
| KA      | क          | приватні некомерційні ТЗ вантажопідйомністю понад 4т та пасажировмісністю від 14осіб |
| ṭa      | ट          |                                                                                      |
| TA      | त          | приватні некомерційні трактори та причіпи для них                                    |
| HA      | ह          | приватні комерційні трицикли                                                         |
| JA      | ज          | приватні комерційні ТЗ вантажопідйомністю до 4т та пасажировмісністю до 14осіб       |
| KH      | ख          | приватні комерційні ТЗ вантажопідйомністю понад 4т та пасажировмісністю від 14осіб   |
| ThA     | थ          | приватні комерційні трактори та причіпи для них                                      |
| YA      | य          | туристичні ТЗ                                                                        |
| THAU    | थौ          | тимчасові НЗ                                                                         |
| JH      | झ          | уряд                                                                                 |
| GA      | ग          | поліція                                                                              |
| NA      | ञ          | національна корпорація                                                               |

### Кольорове забарвлення
| приватні некомерційні ТЗ |
| приватні комерційні ТЗ   |
| тимчасові дозволи        |
| урядові ТЗ               |
| національна корпорація   |